# Lindendorf
Lindendorf är en kommun i östra Tyskland, belägen i Landkreis Märkisch-Oderland i förbundslandet Brandenburg, söder om staden Seelow. 
Kommunen bildades den 26 oktober 2003 genom en sammanslagning av de tidigare kommunerna Dolgelin, Libbenichen, Neu Mahlisch och Sachsendorf.
Kommunen administreras som del av kommunalförbundet Amt Seelow-Land, vars säte ligger i Seelow.

## Administrativ indelning
Kommunen indelas i fyra kommundelar (Ortsteile):
- Dolgelin
- Libbenichen
- Neu Mahlisch
- Sachsendorf